# Меркато Чиленто (Салерно)
Меркато Чиленто је насеље у Италији у округу Салерно, региону Кампанија.
Према процени из 2011. у насељу је живело 182 становника. Насеље се налази на надморској висини од 605 м.